# Liberation Transmission
Liberation Transmission es el tercer álbum de estudio de la banda galesa de rock alternativo Lostprophets. El álbum fue lanzado en junio de 2006 y fue el primer álbum de la banda en llegar al puesto #1 en el UK Album Charts (2 de julio por una semana). El álbum alcanzó el puesto #33 en el Billboard 200 con 27 000 copias vendidas. El álbum fue certificado de Oro en el Reino Unido y obtuvo el puesto #94 de los álbumes más vendidos del 2006, con ventas de 210,000 unidades. En este disco, la banda se aleja de su anterior sonido nü metal para dar paso a un estilo más melódico.

## Listado de canciones
Todas las canciones escritas y compuestas por Lostprophets. 
| N.º   | Título                                                          | Duración |  |
| 1.    | «Everyday Combat»                                               | 5:11     |  |
| 2.    | «A Town Called Hypocrisy»                                       | 3:40     |  |
| 3.    | «The New Transmission»                                          | 3:33     |  |
| 4.    | «Rooftops (A Liberation Broadcast)»                             | 4:11     |  |
| 5.    | «Can't Stop, Gotta Date with Hate»                              | 3:42     |  |
| 6.    | «Can't Catch Tomorrow (Good Shoes Won't Save You This Time)»    | 3:36     |  |
| 7.    | «Everybody's Screaming!!!»                                      | 3:52     |  |
| 8.    | «Broken Hearts, Torn Up Letters and the Story of a Lonely Girl» | 4:04     |  |
| 9.    | «4:AM Forever»                                                  | 4:27     |  |
| 10.   | «For All These Times Kid, For All These Times»                  | 3:54     |  |
| 11.   | «Heaven for the Weather, Hell for the Company»                  | 4:13     |  |
| 12.   | «Always All Ways (Apologies, Glances and Messed Up Chances)»    | 4:25     |  |
| 48:51 |                                                                 |          |  |

## Créditos
- Ian Watkins - Voz solista
- Jamie Oliver - Teclado, coros
- Lee Gaze - Guitarra, coros
- Mike Lewis - Guitarra, coros
- Stuart Richardson - Bajo, coros
- Ilan Rubin - Batería
- Bob Rock - Productor, ingeniería
- George Marino - Masterizador
- Randy Staub - Mezclas
- John Doelp - A&R
- Zach Blackstone - Ayudante
- Eric Helmkamp - Ingeniero
- Steve Yegelwel - Ayudante

## Historial de Lanzamiento
| País           | Fecha               |
| -------------- | ------------------- |
| Corea del Sur  | 26 de junio de 2006 |
| Reino Unido    | 26 de junio de 2006 |
| Canadá         | 27 de junio de 2006 |
| Estados Unidos | 27 de junio de 2006 |

## Posicionamiento
Álbum
| Listas                              | Posición |
| ----------------------------------- | -------- |
| French Albums Charts                | 94       |
| Dutch Albums Charts                 | 87       |
| Austrian Albums Charts              | 44       |
| Swiss Albums Top 100                | 34       |
| U.S. Billboard 200                  | 33       |
| U.S. Billboard Comprehensive Albums | 33       |
| New Zealand RIANZ Album Charts      | 14       |
| European Top 100 Albums             | 13       |
| U.S. Top Rock Albums                | 9        |
| UK Album Charts                     | 1        |